# Мариенплац
„Мариенплац“ (на немски: Marienplatz, „Площад на Мария“) е централният площад на Мюнхен, намиращ се в центъра на пешеходната зона.

## Разположение
Намира се в Стария град, в района „Алтщат-Лехл“, на пресечната точка на двете основни оси в града – източно-западната ос от Изартор („Порта на Изар“, Isartor) до Карлстор („Порта на Карл“, Karlstor), която в миналото е част от Пътя на солта (Salzstraße) от Залцбург, съответно Райхенхал, през Ландсберг на Лех до Швейцария и северно-южната ос от Зендлингер Тор („Зендлингска порта“, Sendlinger Tor) и разрушената през XIX век Швабингер тор („Швабингска порта“, Schwabinger Tor). На северната страна на площада се намира Новото кметство (Neues Rathaus), на източната – Старото кметство (Altes Rathaus), а на южната и западната страни има търговски и офис сгради, както и заведения. Площадът е дълъг близо 100 метра и е широк около 50 метра.

## История
От основаването на Мюнхен през 1158 година от Хайнрих Лъв „Мариенплац“ е център на града. Тук се срещат двете главни улици, поради което той е определящ за развитието и живота в града от векове. „Мариенплац“ е централната точка на градския живот в Мюнхен.
През 1315 година император Лудвиг Баварски дава на Мюнхен свобода на пазара с условието площадът, тогава носещ името „Марктплац“ („Пазарен площад“, Marktplatz) ще остане незастроен „за вечни времена“. Векове наред на него има пазари за яйца, зърно, вино и риба, а името на площада е просто „Маркт“ („Пазар“, Markt) или „Плац“ („Площад“, Platz). Тъй като на пазара се продава най-вече зърно, той бива наричан „Шраненплац“ (Schrannenplatz). В северноизточния ъгъл, при днешния Фишбрунен („Рибен фонтан“, Fischbrunnen) традиционно се намира рибния пазар.
През 1566 година площадът се превръща в политическо значимо място, вследствие на строежа на сгради, в които заседават представители на различни общности. Политическото значение на Мариенплац бива свързано интензивно с религиозни мотиви. През 1638 година курфюрст Максимилиан I поръчва изграждането на марианска колона („Мариензойле“, Mariensäule) като благодарност за пощадата на града от шведите по време на Тридесетгодишната война. За времето си това е обида за гражданите на Мюнхен, тъй като от 1315 година площадът е градска територия, на която няма право да бъде строено от страна на херцога.
След като пазара на зърно е преместен в Шраненхале (Schrannenhalle) на Блуменщрасе (Blumenstraße) през 1853 година, площадът официално е прекръстен на Мариенплац на 9 октомври 1854 година. По този начин градският съвет иска да повери града на Patrona Bavarie (латински за „патрон на Бавария“, както е наричана Богородица, която е покровителка на Бавария) и да го спаси от избухналата през юли същата година епидемия от холера.
Площадът се променя значително през 1972 година, когато е превърнат в пешеходна зона. Мариензойле бива преместена в центъра на града, а по повод Летните олимпийски игри през 1972 година Ервин Шлайх построява до Старото кметство кула по подобие на тази от 1462 година.
|  | Тази страница частично или изцяло представлява превод на страницата Marienplatz (München) в Уикипедия на немски. Оригиналният текст, както и този превод, са защитени от Лиценза „Криейтив Комънс – Признание – Споделяне на споделеното“, а за съдържание, създадено преди юни 2009 година – от Лиценза за свободна документация на ГНУ. Прегледайте историята на редакциите на оригиналната страница, както и на преводната страница, за да видите списъка на съавторите. ВАЖНО: Този шаблон се отнася единствено до авторските права върху съдържанието на статията. Добавянето му не отменя изискването да се посочват конкретни източници на твърденията, които да бъдат благонадеждни. |